# Pallavolo Cisterna 88 2015-2016
Questa voce raccoglie le informazioni riguardanti la Pallavolo Cisterna 88 nelle competizioni ufficiali della stagione 2015-2016.

## Stagione
La stagione 2015-16 è per la Pallavolo Cisterna 88, sponsorizzata dalla Omia, la prima in Serie A2: il club infatti viene ripescato in serie cadetta dalla Serie B1, dopo la rinuncia di partecipazione di alcune squadre. Viene confermato l'allenatore, William Droghei, mentre la rosa è completamente rivoluzionata, con l'unica conferma di Roberta Liguori: tra i nuovi acquisti quelli di Kenny Moreno, Elisa Muri, Ester Talamazzi, Arianna Barboni, Silvia Bertaiola e Ilaria Maruotti, quest'ultima arrivata a campionato in corso, mentre tra le cessioni quelle di Claudia Marinelli, Valeria Diomede, Francesca Bonciani, Chiara Moretti e Benedetta Bertiglia.
Il campionato si apre con la sconfitta per 3-1 in casa del Volley Soverato, mentre la prima vittoria arriva nella giornata successiva ai danni della Beng Rovigo Volley: in seguito la squadra di Cisterna di Latina non riuscirà a vincere più alcuna gara nel girone di andata, chiudendo all'ultimo posto in classifica e non qualificandosi per la Coppa Italia di Serie A2. Anche il girone di ritorno vede la formazione laziale uscire da ogni sfida sempre sconfitta, confermando, al termine della regular season, l'ultimo posto in classifica e la conseguente retrocessione in Serie B1.

## Organigramma societario
Area direttiva
- Presidente: Alessandro Droghei

Area tecnica
- Allenatore: William Droghei
- Allenatore in seconda: Marco Saccucci
- Scout man: Simone Maurilli

Area sanitaria
- Preparatore atletico: Andrea Mafrici
- Fisioterapista: Daniele Biondi
- Osteopata: Riccardo Santoni

## Rosa
| N° | Nome               | Ruolo | Data di nascita  | Nazionalità sportiva |
| -- | ------------------ | ----- | ---------------- | -------------------- |
| 1  | Roberta Liguori    | S     | 1º giugno 1989   | Italia               |
| 2  | Angelita Centi     | C     | 24 aprile 1986   | Italia               |
| 3  | Kenny Moreno       | S/O   | 6 gennaio 1979   | Colombia             |
| 4  | Lola De Arcangelis | C     | 20 gennaio 1996  | Italia               |
| 5  | Arianna Barboni    | S     | 13 novembre 1996 | Italia               |
| 6  | Angelica Noschese  | L     | 22 maggio 1998   | Italia               |
| 7  | Chiara Moretti     | C     | 12 febbraio 1996 | Italia               |
| 9  | Silvia Bertaiola   | C     | 28 febbraio 1993 | Italia               |
| 10 | Elisa Muri         | P     | 10 giugno 1984   | Italia               |
| 12 | Ester Talamazzi    | S     | 12 gennaio 1996  | Italia               |
| 13 | Patrizia Zampedri  | L     | 13 marzo 1993    | Italia               |
| 14 | Costanza Neri      | P     | 7 giugno 1996    | Italia               |
| 15 | Ilaria Maruotti    | S     | 22 febbraio 1994 | Italia               |

## Mercato
| Acquisti | Acquisti           | Acquisti            | Acquisti   |
| R.       | Nome               | da                  | Modalità   |
| -------- | ------------------ | ------------------- | ---------- |
| S        | Arianna Barboni    | Fondi               | definitivo |
| C        | Silvia Bertaiola   | Saint-Raphaël       | definitivo |
| C        | Angelita Centi     | Frascati            | definitivo |
| C        | Lola De Arcangelis | AGIL                | definitivo |
| S/O      | Kenny Moreno       | Bursa BB            | definitivo |
| S        | Ilaria Maruotti    | HPK Naiset          | definitivo |
| C        | Chiara Moretti     | giovanili           | definitivo |
| P        | Elisa Muri         | LJ                  | definitivo |
| P        | Costanza Neri      | Folgore San Miniato | definitivo |
| L        | Angelica Noschese  | giovanili           | definitivo |
| S        | Ester Talamazzi    | AGIL                | definitivo |
| L        | Patrizia Zampedri  | Flero               | definitivo |

| Cessioni | Cessioni            | Cessioni          | Cessioni   |
| R.       | Nome                | a                 | Modalità   |
| -------- | ------------------- | ----------------- | ---------- |
| S/O      | Benedetta Bertiglia | Cuneo Granda      | definitivo |
| P        | Francesca Bonciani  | Forlì             | definitivo |
| C        | Angelita Centi      | Frascati          | definitivo |
| S        | Romina De Angelis   | ?                 | definitivo |
| C        | Valeria Diomede     | Cutrofiano        | definitivo |
| L        | Claudia Marinelli   | Marsala           | definitivo |
| C        | Laura Orsi          | Terracina         | definitivo |
| S        | Deborah Liguori     | Maglie            | definitivo |
| C        | Chiara Moretti      | Città di Castello | definitivo |
| L        | Arianna Vittozzi    | La Sportiva       | definitivo |
| P        | Valeria Zanin       | ?                 | definitivo |

## Risultati

### Serie A2

#### Girone di andata
| 1ª giornata - 18 ottobre 2015 PalaScoppa, Soverato                       | Soverato        | 3 - 1 | Cisterna        | 25-15, 25-19, 19-25, 25-23        |
| 2ª giornata - 25 ottobre 2015 PalaRamadù, Cisterna di Latina             | Cisterna        | 3 - 0 | Beng Rovigo     | 26-24, 25-21, 26-24               |
| 3ª giornata - 1º novembre 2015 Palazzetto dello Sport, Monza             | Pro Victoria    | 3 - 0 | Cisterna        | 25-17, 25-15, 25-15               |
| 4ª giornata - 8 novembre 2015 PalaRamadù, Cisterna di Latina             | Cisterna        | 2 - 3 | Filottrano      | 14-25, 17-25, 25-23, 25-19, 8-15  |
| 5ª giornata - 15 novembre 2015 PalaRamadù, Cisterna di Latina            | Cisterna        | 1 - 3 | Golem           | 25-17, 12-25, 21-25, 19-25        |
| 6ª giornata - 18 novembre 2015 PalaJacazzi, Aversa                       | Libertas Aversa | 3 - 0 | Cisterna        | 25-18, 25-11, 25-19               |
| 7ª giornata - 22 novembre 2015 PalaRomiti, Forlì                         | Forlì           | 3 - 0 | Cisterna        | 25-16, 25-16, 25-18               |
| 8ª giornata - 29 novembre 2015 PalaRamadù, Cisterna di Latina            | Cisterna        | 0 - 3 | VolAlto Caserta | 17-25, 22-25, 26-28               |
| 9ª giornata - 6 dicembre 2015 PalaTrento, Trento                         | Trentino Rosa   | 3 - 0 | Cisterna        | 25-19, 25-18, 25-19               |
| 10ª giornata - 13 dicembre 2015 PalaRamadù, Cisterna di Latina           | Cisterna        | 2 - 3 | Chieri '76      | 16-25, 25-19, 24-26, 25-21, 18-20 |
| 11ª giornata - 19 dicembre 2015 Palazzetto dello Sport, Settimo Torinese | Lilliput        | 3 - 2 | Cisterna        | 26-24, 22-25, 25-19, 19-25, 15-8  |
| 12ª giornata - 22 dicembre 2015 PalaRamadù, Cisterna di Latina           | Cisterna        | 0 - 3 | Hermaea         | 17-25, 21-25, 11-25               |
| 13ª giornata - 17 gennaio 2016 PalaCampanara, Pesaro                     | Pesaro          | 3 - 0 | Cisterna        | 25-20, 25-19, 25-10               |

#### Girone di ritorno
| 14ª giornata - 24 gennaio 2016 PalaRamadù, Cisterna di Latina  | Cisterna        | 0 - 3 | Soverato        | 23-25, 21-25, 20-25               |
| 15ª giornata - 31 gennaio 2016 Palazzetto dello Sport, Rovigo  | Beng Rovigo     | 3 - 2 | Cisterna        | 18-25, 19-25, 25-23, 25-19, 15-12 |
| 16ª giornata - 7 febbraio 2016 PalaRamadù, Cisterna di Latina  | Cisterna        | 2 - 3 | Pro Victoria    | 25-27, 15-25, 25-23, 25-21, 7-15  |
| 17ª giornata - 14 febbraio 2016 PalaBaldinelli, Osimo          | Filottrano      | 3 - 0 | Cisterna        | 25-19, 25-14, 25-15               |
| 18ª giornata - 21 febbraio 2016 PalaSurace, Palmi              | Golem           | 3 - 0 | Cisterna        | 25-20, 25-19, 25-16               |
| 19ª giornata - 24 febbraio 2016 PalaRamadù, Cisterna di Latina | Cisterna        | 0 - 3 | Libertas Aversa | 10-25, 19-25, 22-25               |
| 20ª giornata - 28 febbraio 2016 PalaRamadù, Cisterna di Latina | Cisterna        | 0 - 3 | Forlì           | 18-25, 17-25, 21-25               |
| 21ª giornata - 6 marzo 2016 Palazzetto dello Sport, Caserta    | VolAlto Caserta | 3 - 1 | Cisterna        | 15-25, 25-15, 25-20, 25-18        |
| 22ª giornata - 13 marzo 2016 PalaRamadù, Cisterna di Latina    | Cisterna        | 0 - 3 | Trentino Rosa   | 12-25, 25-27, 20-25               |
| 23ª giornata - 26 marzo 2016 PalaMaddalene, Chieri             | Chieri '76      | 3 - 1 | Cisterna        | 25-21, 26-24, 22-25, 25-22        |
| 24ª giornata - 3 aprile 2016 PalaRamadù, Cisterna di Latina    | Cisterna        | 1 - 3 | Lilliput        | 27-25, 16-25, 20-25, 23-25        |
| 25ª giornata - 6 aprile 2016 Geopalace, Olbia                  | Hermaea         | 3 - 0 | Cisterna        | 25-14, 25-18, 25-15               |
| 26ª giornata - 10 aprile 2016 PalaRamadù, Cisterna di Latina   | Cisterna        | 0 - 3 | Pesaro          | 23-25, 17-25, 19-25               |

## Statistiche

### Statistiche di squadra
| Competizione | Punti | In casa | In casa | In casa | In trasferta | In trasferta | In trasferta | Totale | Totale | Totale |
| Competizione | Punti | G       | V       | P       | G            | V            | P            | G      | V      | P      |
| ------------ | ----- | ------- | ------- | ------- | ------------ | ------------ | ------------ | ------ | ------ | ------ |
| Serie A2     | 8     | 13      | 1       | 12      | 13           | 0            | 13           | 26     | 1      | 25     |
| Totale       | -     | 13      | 1       | 12      | 13           | 0            | 13           | 26     | 1      | 25     |

G = partite giocate; V = partite vinte; P = partite perse

### Statistiche dei giocatori
| Giocatore        | Serie A2 | Serie A2 | Serie A2 | Serie A2 | Serie A2 | Totale | Totale | Totale | Totale | Totale |
| Giocatore        | P        | PT       | AV       | MV       | BV       | P      | PT     | AV     | MV     | BV     |
| ---------------- | -------- | -------- | -------- | -------- | -------- | ------ | ------ | ------ | ------ | ------ |
| A. Barboni       | 26       | 210      | ?        | ?        | ?        | 26     | 210    | ?      | ?      | ?      |
| S. Bertaiola     | 26       | 165      | ?        | ?        | ?        | 26     | 165    | ?      | ?      | ?      |
| A. Centi         | 14       | 66       | ?        | ?        | ?        | 14     | 66     | ?      | ?      | ?      |
| L. De Arcangelis | 23       | 69       | ?        | ?        | ?        | 23     | 69     | ?      | ?      | ?      |
| I. Maruotti      | 14       | 129      | ?        | ?        | ?        | 14     | 129    | ?      | ?      | ?      |
| K. Moreno        | 21       | 315      | ?        | ?        | ?        | 21     | 315    | ?      | ?      | ?      |
| C. Moretti       | ?        | ?        | ?        | ?        | ?        | ?      | ?      | ?      | ?      | ?      |
| R. Liguori       | 0        | 0        | 0        | 0        | 0        | 0      | 0      | 0      | 0      | 0      |
| E. Muri          | 26       | 48       | ?        | ?        | ?        | 26     | 48     | ?      | ?      | ?      |
| C. Neri          | 18       | 0        | 0        | 0        | 0        | 18     | 0      | 0      | 0      | 0      |
| A. Noschese      | 24       | 4        | ?        | ?        | ?        | 24     | 4      | ?      | ?      | ?      |
| E. Talamazzi     | 26       | 254      | ?        | ?        | ?        | 26     | 254    | ?      | ?      | ?      |
| P. Zampedri      | 26       | -        | -        | -        | -        | 26     | -      | -      | -      | -      |

P = presenze; PT = punti totali; AV = attacchi vincenti; MV = muri vincenti; BV = battute vincenti